# Pont sur le Doubs (Navilly)
Le pont sur le Doubs de Navilly est un pont situé sur le territoire de la commune de Navilly dans le département français de Saône-et-Loire et la région Bourgogne-Franche-Comté.

## Historique
Il fait l'objet d'un classement au titre des monuments historiques depuis le 31 décembre 1946.